# Cabranes
Cabranes est une commune (concejo aux Asturies) située dans la communauté autonome des Asturies en Espagne. Elle est limitrophe de Villaviciosa au nord, de Piloña et Nava au sud, de Piloña et Villaviciosa à l'est et de Villaviciosa et Nava à l'ouest. Les villes les plus importantes de la commune sont Santa Eulalia, Torazo, Fresnedo, Viñón, Niao, Valbuena, Camás et Xiranes. Sa population est de 1057 habitants (INE 2023).
Cette commune, comme toutes ses voisines, fait partie de la mancommunauté de la comarque du cidre et, comme particularité, c'est à Cabranes qu'a lieu la fête du riz au lait. 

## Paroisses
La commune de Cabranes est formée de 6 paroisse :
- Fresnedo (Fresnéu)
- Gramedo (Graméu)
- Pandenes
- Santa Eulalia (Santolaya)
- Torazo (Torazu)
- Viñón

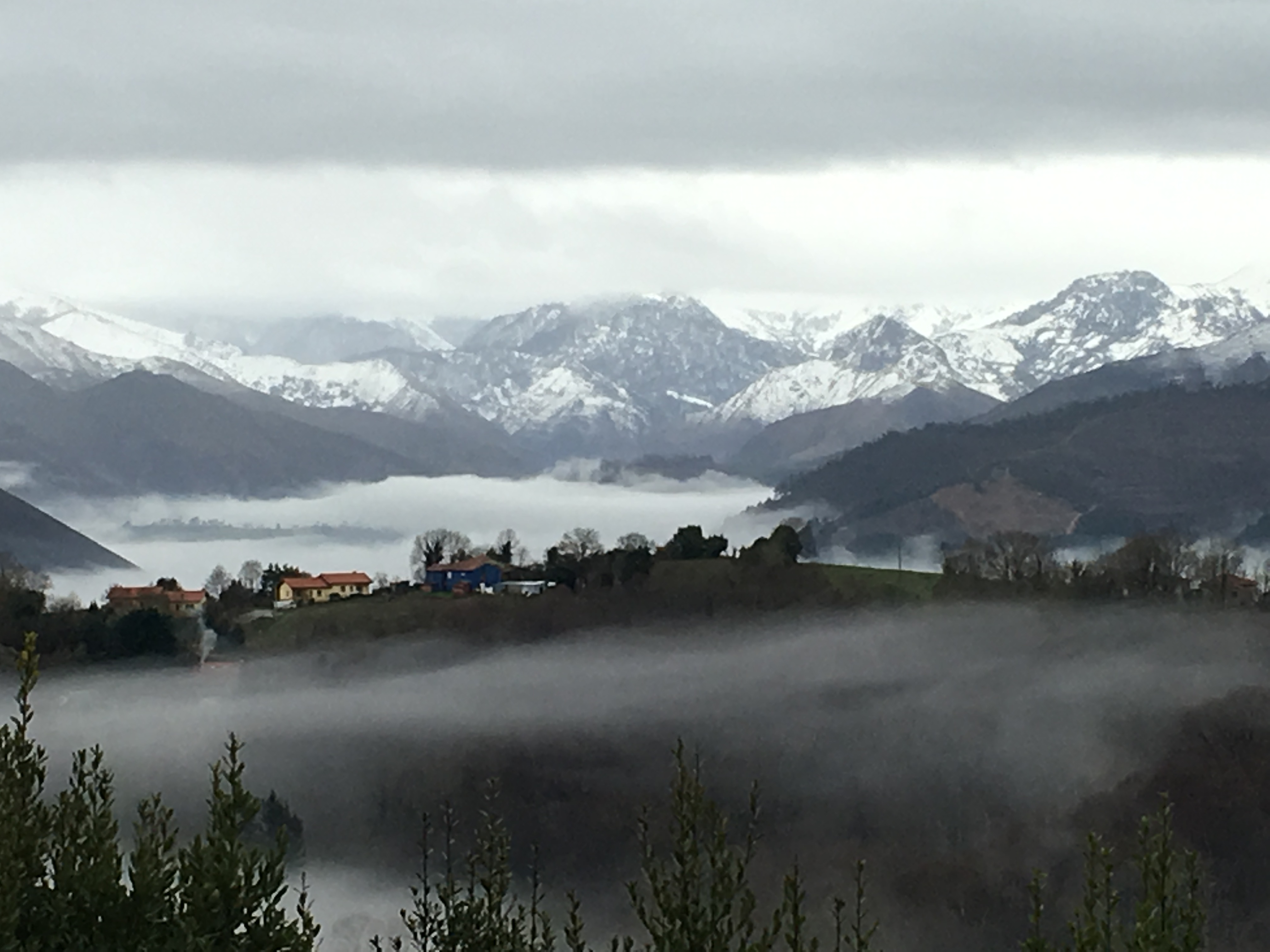
Paysage de Torazo.
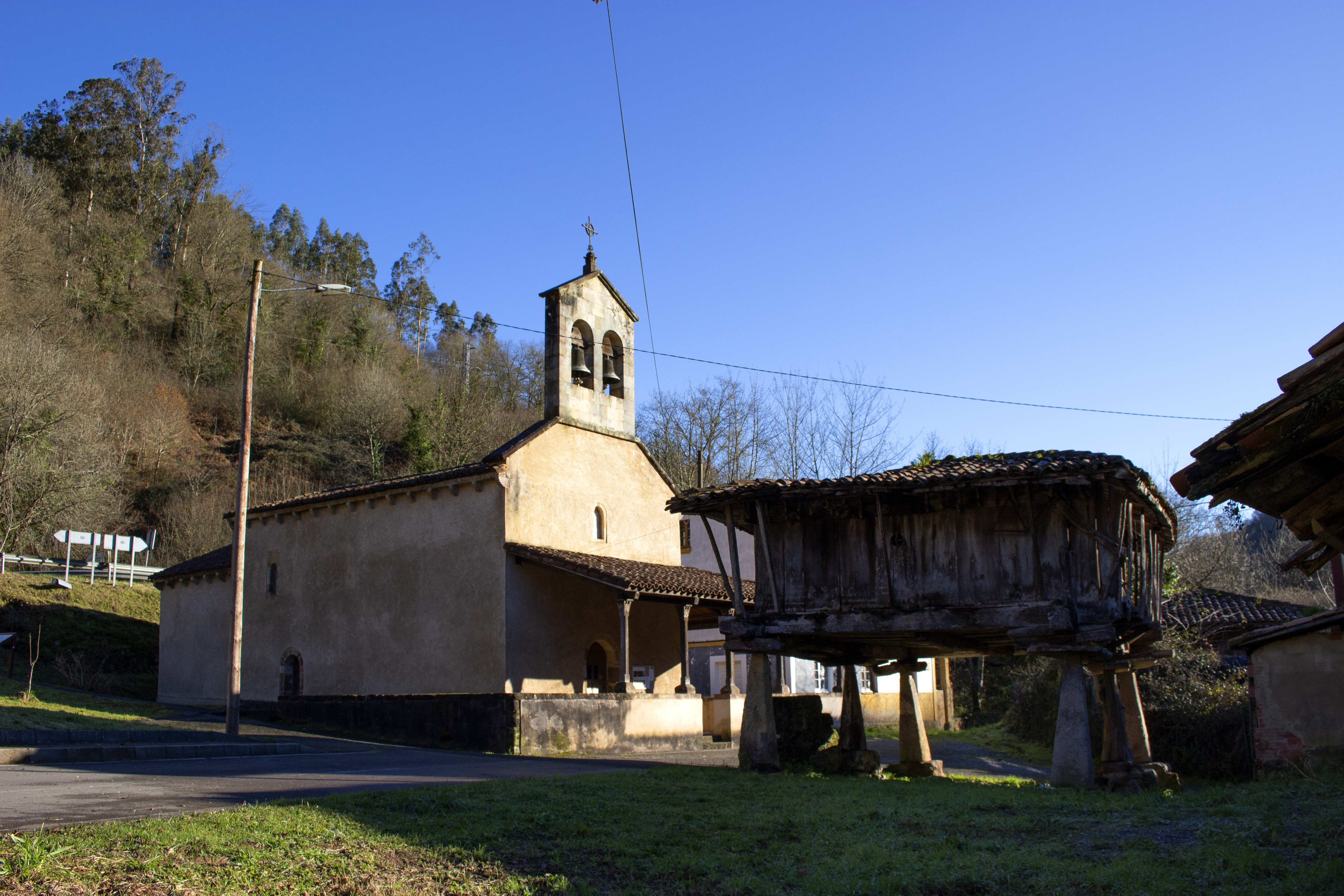
L'église de San Julián et un hórreo, Viñón.